# Havemanns Magasin
Havemanns Magasin A/S was een warenhuis aan de Vesterbrogade 74-76 in Vesterbro in Kopenhagen. Het warenhuis had een filiaal in het winkelcentrum Lyngby Storcenter.

## Geschiedenis
Het warenhuis werd in 1888 opgericht onder de naam Magasin du Nord, Vesterbro Afdeling. In 1898 trad Johan Havemann (1870-1944) in dienst als zaakvoerder en in 1919 nam hij het bedrijf op eigen kosten over. Johan Havemann runde zijn bedrijf goed. In 1938-40 voerde hij een grootschalige uitbreiding en reconstructie uit naar ontwerp van de architecten Henning Ortmann en Viggo Berner Nielsen. Hierdoor ontstond een nieuw en modern warenhuis in de functionalistische bouwstijl. Deze uitbreiding en verbouwing kostte ongeveer DKK 2,5 miljoen kronen. Het warenhuis had 50 afdelingen en een personeelsbestand van meer dan 500 medewerkers. Tegelijkertijd werd het bedrijf omgedoopt tot Havemanns Magasin.
In 1942 werd het warenhuis omgevormd tot een naamloze vennootschap. Johan Havemann werd in 1944 vermoord als slachtoffer van wraakmoord, waarna zijn zonen Johan G. Havemann (1910-1998) en Axel Havemann (1899-?) samen met Einar Jensen (1891-?) het bedrijf overnamen.
Havemanns Magasin ging in 1975 failliet.